# سان كليمينتي (كاليفورنيا)
سان كليمينتي (بالإنجليزية: San Clemente)‏ هي إحدى مدن مقاطعة أورانج، كاليفورنيا. تم إعطاءها لقب مدينة في 28 فبراير، 1928.

## التركيبة السكانية
حدّد مكتب تعداد الولايات المتحدة بيانات التركيبة السكانية لسان كليمينتي في تعداد الولايات المتحدة. في ما يلي، التركيبة السكانية حسب تعدادي 2000 و2010.

### تعداد عام 2000
بلغ عدد سكان سان كليمينتي 49,936 نسمة بحسب تعداد عام 2000، وبلغ عدد الأسر 19,395 أسرة وعدد العائلات 13,015 عائلة مقيمة في المدينة. في حين سجلت الكثافة السكانية 1,009.2 نسمة لكل كيلومتر مربع (2,613.8/ميل2). وبلغ عدد الوحدات السكنية 20,653 وحدة بمتوسط كثافة قدره 417.4 لكل كيلومتر مربع (1,081.1/ميل2).
وتوزع التركيب العرقي للمدينة بنسبة 87.92% من البيض و0.77% من الأمريكيين الأفارقة و0.61% من الأمريكيين الأصليين و2.64% من الأمريكيين ذوي الأصول الآسيوية و0.14% من سكان جزر المحيط الهادئ و5.11% من الأعراق الأخرى و2.81% من عرقين مختلطين أو أكثر و15.89% من الهسبانيون أو اللاتينيون من أي عرق.
بلغ عدد الأسر 19,395 أسرة كانت نسبة 32.7% منها لديها أطفال تحت سن الثامنة عشر تعيش معهم، وبلغت نسبة الأزواج القاطنين مع بعضهم البعض 55.6% من أصل المجموع الكلي للأسر، ونسبة 7.8% من الأسر كان لديها معيلات من الإناث دون وجود شريك، بينما كانت نسبة 3.7% من الأسر لديها معيلون من الذكور دون وجود شريكة وكانت نسبة 32.9% من غير العائلات. تألفت نسبة 23.4% من أصل جميع الأسر من عدة أفراد يعيشون في نفس المنزل ونسبة 7.8% كانت تتألف من شخص يعيش بمفرده يبلغ من العمر 65 عاماً أو أكثر. وبلغ متوسط حجم الأسرة المعيشية 2.56، أما متوسط حجم العائلات فبلغ 3.05.
بلغ العمر الوسطي للسكان 38.0 عاماً. وكانت نسبة 24.1% من القاطنين تحت سن الثامنة عشر، وكانت نسبة 7.2% بين الثامنة عشر والرابعة والعشرين عاماً، ونسبة 31.4% كانت واقعةً في الفئة العمرية ما بين الخامسة والعشرين والرابعة والأربعين عاماً، ونسبة 24% كانت ما بين الخامسة والأربعين والرابعة والستين، ونسبة 12.8% كانت ضمن فئة الخامسة والستين عاماً فما فوق. يوجد لكل 100 أنثى 102.7 ذكر، ويوجد لكل 100 أنثى في الثامنة عشر من عمرها فما فوق 101.3 ذكر.
بلغ متوسط دخل الأسرة في المدينة 63,507 دولارًا، أما متوسط دخل العائلة فبلغ 76,261 دولارًا. وكان متوسط دخل الذكور 51,551 دولارًا مقابل 36,528 دولارًا للإناث. وسجل دخل الفرد الخاص بالمدينة 34,169 دولارًا. وكانت نسبة 4.6% من العائلات ونسبة 7.6% من السكان تحت خط الفقر، وكان من هؤلاء نسبة 10.8% تحت سن الثامنة عشر ونسبة 3.2% في الخامسة والستين من العمر وما فوق.

### تعداد عام 2010
بلغ عدد سكان سان كليمينتي 63,522 نسمة بحسب تعداد عام 2010، وبلغ عدد الأسر 23,906 أسرة وعدد العائلات 16,757 عائلة مقيمة في المدينة. في حين سجلت الكثافة السكانية 1,283.8 نسمة لكل كيلومتر مربع (3,325.0/ميل2). وبلغ عدد الوحدات السكنية 25,966 وحدة بمتوسط كثافة قدره 524.8 لكل كيلومتر مربع (1,359.2/ميل2).
وتوزع التركيب العرقي للمدينة بنسبة 85.96% من البيض و0.65% من الأمريكيين الأفارقة و0.57% من الأمريكيين الأصليين و3.67% من الأمريكيين ذوي الأصول الآسيوية و0.14% من سكان جزر المحيط الهادئ و5.40% من الأعراق الأخرى و3.60% من عرقين مختلطين أو أكثر و16.85% من الهسبانيون أو اللاتينيون من أي عرق.
بلغ عدد الأسر 23,906 أسرة كانت نسبة 34.3% منها لديها أطفال تحت سن الثامنة عشر تعيش معهم، وبلغت نسبة الأزواج القاطنين مع بعضهم البعض 58% من أصل المجموع الكلي للأسر، ونسبة 7.9% من الأسر كان لديها معيلات من الإناث دون وجود شريك، بينما كانت نسبة 4.1% من الأسر لديها معيلون من الذكور دون وجود شريكة وكانت نسبة 29.9% من غير العائلات. تألفت نسبة 21.7% من أصل جميع الأسر من عدة أفراد يعيشون في نفس المنزل ونسبة 8.2% كانت تتألف من شخص يعيش بمفرده يبلغ من العمر 65 عاماً أو أكثر. وبلغ متوسط حجم الأسرة المعيشية 2.65، أما متوسط حجم العائلات فبلغ 3.11.
بلغ العمر الوسطي للسكان 39.7 عاماً. وكانت نسبة 24.4% من القاطنين تحت سن الثامنة عشر، وكانت نسبة 7.9% بين الثامنة عشر والرابعة والعشرين عاماً، ونسبة 25.9% كانت واقعةً في الفئة العمرية ما بين الخامسة والعشرين والرابعة والأربعين عاماً، ونسبة 28.5% كانت ما بين الخامسة والأربعين والرابعة والستين، ونسبة 13.2% كانت ضمن فئة الخامسة والستين عاماً فما فوق. وتوزع التركيب الجنسي للسكان بنسبة 50.2% ذكور و49.8% إناث.

## أعلام
- كاثرين رينولدز
- غريغ لونغ
- جيري هوبر
- كول بيرجكويست
- آنا ديبالما
- ماكس بينيت
- روبرت بيج
- لون تشاني جونيور
- روبرت دودلي
- داني ويذرهولت